# Jacob Gartner Lauman
Jacob Gartner Lauman, (20 janvier 1813 – 9 février 1867) est un homme d'affaires américain éminent de l'Iowa et un général controversé dans l'armée de l'Union pendant la guerre de Sécession.
Il commande une brigade d'infanterie dans l'armée du Tennessee lors de plusieurs campagnes sur théâtre occidental, et mène une division au cours de la campagne de Vicksburg de 1863, où sa performance inadéquate lors du siège de Jackson aboutit à son renvoi chez lui pour le restant de la guerre sans commandement.

## Avant la guerre
Lauman naît à Taneytown, dans le Maryland. Il grandit à York, en Pennsylvanie, et entre au collège du comté de York (York County Academy). En 1844, il s'installe à Burlington, en Iowa, et devient un homme d'affaires prospère engagé dans le commerce.

## Guerre de Sécession
Après le déclenchement de la guerre de Sécession, Lauman est activement engagé dans le recrutement de volontaires pour assembler plusieurs nouvelles compagnies militaires qu'il est en train de lever. Il reçoit une commission du gouverneur de l'Iowa, Samuel J. Kirkwood, en tant que colonel du 7th Iowa Infantry le 11 juillet 1861. Il participe d'abord aux combats sur le théâtre occidental et sert sous les ordres du major général Ulysses S. Grant dans le Missouri. Lauman est gravement blessé à la cuisse gauche au cours de la bataille de Belmont, le 7 novembre. Son 7th Iowa Infantry se distingue pour bravoure au combat, et il subit plus de pertes que tout autre régiment prenant part à l'engagement, s'élevant à plus de 400 tués, blessés et disparus.

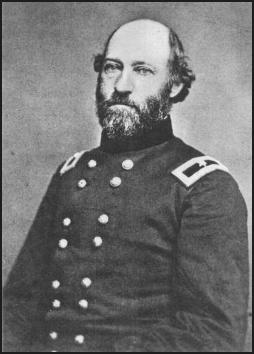
Jacob Lauman dans son uniforme de brigadier général ; photo prise après sa promotion en 1862.

Il retourne dans son régiment à temps pour la prochaine campagne, mais reçoit ensuite le commandement d'une brigade. Il est nommé à la tête de la quatrième brigade de la deuxième division au cours de l'attaque de Grant le fort Donelson dans le Tennessee, et elle est parmi les premières troupes à monter à l'assaut et à entrer dans les ouvrages confédérés. En reconnaissance de son service au fort Donelson, Grant le promeut brigadier général dans l'armée de l'Union le 21 mars 1862. Par la suite, Lauman commande une brigade dans la division du major général Stephen A. Hurlbut à la bataille de Shiloh, les 6 et 7 avril 1862.
Lauman commande sa brigade lors de la bataille de Hatchie's Bridge dans les régions rurales du Tennessee, une action qui a lieu le 6 octobre 1862. Le major général Edward O. C. Ord mène un détachement de l'armée du Tennessee de l'ouest pour une expédition visant à détruire l'armée du Tennessee de l'ouest confédérée du major général Earl Van Dorn alors qu'elle a reculé de Corinth, Mississippi.
En 1863, Lauman mène la quatrième division du XVIe corps pendant le siège de Vicksburg. Il est relevé de ses fonctions par l'ordre du major général William T. Sherman, peu de temps après la capture de Jackson, au Mississippi, le 16 juillet 1863. Il n'a pas d'exécuter correctement les ordres sur la façon de déployer ses troupes de son supérieur immédiat, Ord, qui l'accuse de mépris injustifié pour des ordres qui ont conduit à de lourdes pertes.
Lauman retourne par la suite en Iowa dans l'attente de sa prochaine affectation. Les ordres n'arriveront jamais, et Lauman ne participe pas au reste de la guerre. Cependant, dans les promotions à la suite de la guerre, il reçoit un brevet de promotion de major-général dans l'armée de l'Union, datant du 13 mars 1865. Il quitte officiellement le service des volontaires le 24 août.

## Après la guerre
Lauman reprend ses activités commerciales, mais il est en mauvaise santé à la suite de la persistante de sa blessure à Belmont. Il tente, sans succès, de se réhabiliter de son échec sur un malentendu.
Lauman meurt à Burlington, en Iowa, en février 1867. Il est enterré dans le cimetière d'Aspen Grove, à Burlington.

## Mémoire
- Un buste en bronze de Jacob Gartner Lauman, sculpté par H. Hinson Perry, est érigé sur le champ de bataille de Vicksburg sur Wisconsin Avenue, dans la ville de Vicksburg[6].